# 응원 (조선)
응원(應元, 1807년 ~ 1867년)은 조선 시대의 고종 시절 당시 승려이며, 호는 포운(浦雲)이다.
17세이던 1823년 당시 해남군의 대흥사에서 정호를 은사로 하여 삭발하였다. 그 뒤 간순에게 구족계를 받고 그의 법을 이었다.